# Fox Sports World Canada
Pour les articles homonymes, voir FSW.
Fox Sports World Canada ou FSW était une chaîne de télévision sportive canadienne spécialisée de catégorie B appartenant à Shaw Media. Elle diffusait principalement des matchs de soccer, quelques matchs de rugby, mais aussi des nouvelles dans d'autres sports.

## Histoire
Après avoir obtenu une licence auprès du CRTC en 2000 pour le service Fox Sports World Canada, Canwest lance la chaîne le 7 septembre 2001. Le 27 octobre 2010, Shaw Media a fait l'acquisition de Canwest.
Après avoir été retiré de Bell TV le 23 novembre 2010 et ainsi que l'annonce de son retrait de Rogers Cable pour le 1er avril 2012, Shaw Media a annoncé le 6 mars 2012 la fermeture de la chaîne pour le 30 avril 2012.

## Soccer
Elle diffusait notamment les matchs :
- Australie : A-League
- France : Ligue 1
- Italie : Serie A
- États-Unis et Canada : Major League Soccer et Women's Professional Soccer
- Amérique du sud : Copa Libertadores